# 1970 chez Disney
L'année 1970 au sein de la société Walt Disney Productions est marquée par les préparatifs pour l'ouverture de Walt Disney World Resort.

## Résumé
En juin, la société prend conscience de son capital historique avec la création des Walt Disney Archives sous la responsabilité de Dave Smith,. Le projet de CalArts progresse avec l'ouverture d'un campus temporaire en septembre.

### Productions audiovisuelles
Le film Les Aristochats sort en fin d'année et est le dernier à avoir reçu la bénédiction de Walt Disney. Walt avait même obtenu la présence de Maurice Chevalier pour chanter dans le film malgré son départ à la retraite. Le court métrage avec quelques éléments d'animation Dad, Can I Borrow the Car ? sort au cinéma, poussé par le succès de C'est pas drôle d'être un oiseau (1969), avant d'être diffusé à la télévision en 1972.
Les films La Belle au bois dormant (1959) et Les Enfants du capitaine Grant (1962) ressortent au cinéma.
Les productions télévisuelles sont toujours aussi nombreuses avec une dizaine de téléfilms. Les deux moyens métrages Winnie l'ourson et l'Arbre à miel (1966) et Winnie l'ourson dans le vent (1968) sont diffusés à la télévision dans des émissions spéciales sponsorisées par Sears.

### Parcs à thèmes et loisirs
En janvier 1970, un espace de présentation nommé Walt Disney World Preview Center ouvre à Lake Buena Vista pour expliquer le projet de Walt Disney World Resort.

### Autres médias
Disneyland Records publie un album Rubber Duckie and Other Songs from Sesame Street et The Orange Bird avec Anita Bryant. Un album du film Les Aristochats  narré par Peter Renaday et Robie Lester est publié durant l'été dans la collection Storyteller Series,.
Gold Key Comics poursuit ses publications de comics. Et une publication en bande dessinée hebdomadaire du film Les Aristochats, adaptée par Frank Reilly avec de dessins de John Ushler, est publiée durant 17 semaines entre le 6 septembre et le 27 décembre 1970. La série Moby Duck est remplacée par Walt Disney Showcase.
Publications Gold Key Comics
- Donald Duck
- Mickey Mouse
- Uncle Scrooge
- Walt Disney's Comics and Stories
- The Beagle Boys
- Huey, Duey, Louie Junior Woodchunks
- Chip'n Dale
- Super Goof
- Moby Duck
- Scamp
- Walt Disney Comics Digest
- Walt Disney Showcase

### Futures filiales
American Broadcasting Company (ABC) crée une nouvelle filiale nommée ABC Circle Films pour la production de téléfilms en juin et commence l'émission Monday Night Football en septembre.

## Événements

### Janvier
- 10 janvier 1970, Ouverture du Walt Disney World Preview Center[3]
- 15 janvier 1970, Ouverture de la Marina Tower du Disneyland Hotel en Californie au public[10]

### Février
- 11 février 1970, Sortie nationale du film Le Roi des grizzlis aux États-Unis[11],[5]

### Mars
- 20 mars 1970, 
  - Sortie nationale du moyen métrage Winnie l'ourson dans le vent en France.
  - Sortie nationale du film Le Cheval aux sabots d'or en France.

### Avril
- 9 avril 1970, Décès de Gustaf Tenggren, illustrateur[12]

### Juin
- 17 juin 1970, ABC crée une nouvelle filiale nommée ABC Circle Films pour la production de téléfilms, le premier devant sortir en 1971[8].
- 22 juin 1970, Création des Walt Disney Archives[1],[2]

### Juillet
- 1er juillet 1970, Sortie nationale du film Du vent dans les voiles[13],[14]

### Septembre
- 21 septembre 1970, Première de l'émission Monday Night Football sur ABC[9]
- 30 septembre 1970, Sortie nationale du film Dad, Can I Borrow the Car ?[15],[16]

### Octobre
- octobre 1970, premier numéro de la publication Walt Disney Showcase de Gold Key Comics[17]

### Décembre
- 11 décembre 1970, Première mondiale du film Les Aristochats aux États-Unis[18],[19]
- 15 décembre 1970, Première du film Le Pays sauvage aux États-Unis[20]
- 24 décembre 1970, Sortie nationale du film Les Aristochats aux États-Unis[18]